# Quincemil
Quincemil es un pueblo del Perú, localizado en la Selva del Cusco a 619 m s. n. m. Es una zona de difícil acceso debido a su accidentada topografía, exuberante vegetación e intensas lluvias que precipitan durante todo el año. Se considera que está ubicado en la zona más lluviosa del Perú, siendo particularmente intensas en los meses de verano, alcanzando una precipitación media acumulada anual para el periodo 1961-1980 de 7353.9 mm.

## Origen de su nombre
Son muchas las historias que se cuentan del origen del nombre de este poblado.
Una de ellas cuenta que en la década del 50 en este lugar la lluvia llegó al valor de 15.100 milímetros en un año, considerado en aquel entonces, como el lugar más lluvioso del mundo.
Otra nos cuenta que en la época del oro llegaban viajeros desde 15 mil kilómetros de distancia, y algunos pobladores aseguran que el nombre se debió a los 15 mil soles que le robaron a un grupo de rusos que buscaban oro.
Pero hace poco escuché una nueva historia sobre este poblado, el narrador me contó que este poblado anteriormente tenía un solo dueño, cansado ya de las labores de sembrío decidió vender su propiedad a unos campesinos de otro poblado por el precio de S/.15000 nuevos soles, una vez recibido este dinero este se dirigió con algunas de sus cosas a la ciudad de Puerto Maldonado, en el viaje se quedó dormido en debajo de un árbol.
Al día siguiente se percató que el bolso en el que llevaba el dinero no estaba, buscó y buscó por todo el lugar en cada parada que había hecho en el largo camino y no llegó a encontrarlo. Unos campesinos vieron a este hombre desesperado y le preguntaron qué había pasado, una vez terminado el relato ellos también comenzaron a buscar el bolso perdido pero nunca fue encontrado y desde ese día le pusieron a esa zona el nombre de Quincemil.

Hoy en día esta historia se sabe poco, ya que muchos de los pobladores de esta zona no se ponen de acuerdo en que historia es la real, lo que sí sabemos es que existen otras historias además de las que mencione sobre el origen de este poblado.

## Clima
El clima de Quincemil es cálido, excesivamente lluvioso y oceánico.
La media anual de temperatura máxima y mínima (periodo 1961-1980) es 27.6 °C y 17.9 °C, respectivamente.
La precipitación media acumulada anual para el periodo 1961-1980 es 7353.9 mm.
Según el Inventario, Evaluación e Integración de los Recursos Naturales de la
Zona de los Ríos: Inambari y Madre de Dios, ONERN-1972, la zona de Quincemil
se destaca por su enorme potencial pluvial (zona excepcionalmente lluviosa), el
cual alcanzó en el año 1965 una precipitación anual de 10,330 mm; por lo cual es considerado el lugar más lluvioso del Perú, esta
característica es explicable si se considera que la estación Quincemil se halla
ubicada en las estribaciones de la sierra de Carabaya y a una altitud superior a los
600 m s. n. m.
| Parámetros climáticos promedio de Quincemil (Periodo de Referencia: 1961-1980)                                                                        | Parámetros climáticos promedio de Quincemil (Periodo de Referencia: 1961-1980) | Parámetros climáticos promedio de Quincemil (Periodo de Referencia: 1961-1980) | Parámetros climáticos promedio de Quincemil (Periodo de Referencia: 1961-1980) | Parámetros climáticos promedio de Quincemil (Periodo de Referencia: 1961-1980) | Parámetros climáticos promedio de Quincemil (Periodo de Referencia: 1961-1980) | Parámetros climáticos promedio de Quincemil (Periodo de Referencia: 1961-1980) | Parámetros climáticos promedio de Quincemil (Periodo de Referencia: 1961-1980) | Parámetros climáticos promedio de Quincemil (Periodo de Referencia: 1961-1980) | Parámetros climáticos promedio de Quincemil (Periodo de Referencia: 1961-1980) | Parámetros climáticos promedio de Quincemil (Periodo de Referencia: 1961-1980) | Parámetros climáticos promedio de Quincemil (Periodo de Referencia: 1961-1980) | Parámetros climáticos promedio de Quincemil (Periodo de Referencia: 1961-1980) | Parámetros climáticos promedio de Quincemil (Periodo de Referencia: 1961-1980) |
| Mes | Ene.                                                                           | Feb.                                                                           | Mar.                                                                           | Abr.                                                                           | May.                                                                           | Jun.                                                                           | Jul.                                                                           | Ago.                                                                           | Sep.                                                                           | Oct.                                                                           | Nov.                                                                           | Dic.                                                                           | Anual                                                                          |
| --- | ------------------------------------------------------------------------------ | ------------------------------------------------------------------------------ | ------------------------------------------------------------------------------ | ------------------------------------------------------------------------------ | ------------------------------------------------------------------------------ | ------------------------------------------------------------------------------ | ------------------------------------------------------------------------------ | ------------------------------------------------------------------------------ | ------------------------------------------------------------------------------ | ------------------------------------------------------------------------------ | ------------------------------------------------------------------------------ | ------------------------------------------------------------------------------ | ------------------------------------------------------------------------------ |
| Temp. máx. media (°C) | 28                                                                             | 27.5                                                                           | 28.6                                                                           | 27.7                                                                           | 26.4                                                                           | 25.3                                                                           | 25.1                                                                           | 27                                                                             | 28.5                                                                           | 28.8                                                                           | 28.6                                                                           | 27.8                                                                           | 27.4                                                                           |
| Temp. media (°C) | 23.5                                                                           | 23.15                                                                          | 23.5                                                                           | 22.35                                                                          | 21.6                                                                           | 20.9                                                                           | 20.45                                                                          | 21.5                                                                           | 22.95                                                                          | 23.65                                                                          | 23.5                                                                           | 23.4                                                                           | 22.5                                                                           |
| Temp. mín. media (°C) | 19                                                                             | 18.8                                                                           | 18.4                                                                           | 17                                                                             | 16.8                                                                           | 16.5                                                                           | 15.8                                                                           | 16                                                                             | 17.4                                                                           | 18.5                                                                           | 18.4                                                                           | 19                                                                             | 17.6                                                                           |
| Precipitación total (mm) | 1149.6                                                                         | 915.3                                                                          | 757.7                                                                          | 504.5                                                                          | 392.3                                                                          | 400.2                                                                          | 394                                                                            | 304.2                                                                          | 314.5                                                                          | 618.9                                                                          | 689                                                                            | 913.7                                                                          | 7353.9                                                                         |
| Días de precipitaciones (≥ ) | 27                                                                             | 26                                                                             | 25                                                                             | 20                                                                             | 15                                                                             | 16                                                                             | 15                                                                             | 12                                                                             | 14                                                                             | 22                                                                             | 22                                                                             | 26                                                                             | 240                                                                            |
| Humedad relativa (%) | 86                                                                             | 88                                                                             | 88                                                                             | 87                                                                             | 89                                                                             | 90                                                                             | 86                                                                             | 82                                                                             | 84                                                                             | 86                                                                             | 88                                                                             | 87                                                                             | 86.8                                                                           |
| Fuente: Senamhi (http://www.senamhi.gob.pe/include_mapas/_dat_esta_tipo.php?estaciones=000693), (http://www.met.igp.gob.pe/clima/HTML/quincemil.html) |                                                                                |                                                                                |                                                                                |                                                                                |                                                                                |                                                                                |                                                                                |                                                                                |                                                                                |                                                                                |                                                                                |                                                                                |                                                                                |

| Parámetros climáticos promedio de Quincemil (Periodo de Referencia: 2005-2012) | Parámetros climáticos promedio de Quincemil (Periodo de Referencia: 2005-2012) | Parámetros climáticos promedio de Quincemil (Periodo de Referencia: 2005-2012) | Parámetros climáticos promedio de Quincemil (Periodo de Referencia: 2005-2012) | Parámetros climáticos promedio de Quincemil (Periodo de Referencia: 2005-2012) | Parámetros climáticos promedio de Quincemil (Periodo de Referencia: 2005-2012) | Parámetros climáticos promedio de Quincemil (Periodo de Referencia: 2005-2012) | Parámetros climáticos promedio de Quincemil (Periodo de Referencia: 2005-2012) | Parámetros climáticos promedio de Quincemil (Periodo de Referencia: 2005-2012) | Parámetros climáticos promedio de Quincemil (Periodo de Referencia: 2005-2012) | Parámetros climáticos promedio de Quincemil (Periodo de Referencia: 2005-2012) | Parámetros climáticos promedio de Quincemil (Periodo de Referencia: 2005-2012) | Parámetros climáticos promedio de Quincemil (Periodo de Referencia: 2005-2012) | Parámetros climáticos promedio de Quincemil (Periodo de Referencia: 2005-2012) |
| Mes                                                                            | Ene.                                                                           | Feb.                                                                           | Mar.                                                                           | Abr.                                                                           | May.                                                                           | Jun.                                                                           | Jul.                                                                           | Ago.                                                                           | Sep.                                                                           | Oct.                                                                           | Nov.                                                                           | Dic.                                                                           | Anual                                                                          |
| ------------------------------------------------------------------------------ | ------------------------------------------------------------------------------ | ------------------------------------------------------------------------------ | ------------------------------------------------------------------------------ | ------------------------------------------------------------------------------ | ------------------------------------------------------------------------------ | ------------------------------------------------------------------------------ | ------------------------------------------------------------------------------ | ------------------------------------------------------------------------------ | ------------------------------------------------------------------------------ | ------------------------------------------------------------------------------ | ------------------------------------------------------------------------------ | ------------------------------------------------------------------------------ | ------------------------------------------------------------------------------ |
| Temp. máx. media (°C)                                                          | 28.3                                                                           | 28.2                                                                           | 28.5                                                                           | 28.3                                                                           | 27.3                                                                           | 26.0                                                                           | 26.0                                                                           | 28.2                                                                           | 29.0                                                                           | 29.0                                                                           | 29.3                                                                           | 28.5                                                                           | 28.1                                                                           |
| Temp. media (°C)                                                               | 23.6                                                                           | 23.7                                                                           | 23.7                                                                           | 23.4                                                                           | 22.5                                                                           | 21.5                                                                           | 21.3                                                                           | 22.6                                                                           | 23.4                                                                           | 23.9                                                                           | 24.0                                                                           | 23.7                                                                           | 23.1                                                                           |
| Temp. mín. media (°C)                                                          | 18.9                                                                           | 19.2                                                                           | 18.9                                                                           | 18.5                                                                           | 17.8                                                                           | 17.0                                                                           | 16.6                                                                           | 17.1                                                                           | 17.8                                                                           | 18.8                                                                           | 18.7                                                                           | 19.0                                                                           | 18.2                                                                           |
| Precipitación total (mm)                                                       | 734                                                                            | 663                                                                            | 547                                                                            | 383                                                                            | 261                                                                            | 250                                                                            | 226                                                                            | 255                                                                            | 259                                                                            | 433                                                                            | 420                                                                            | 585                                                                            | 5016                                                                           |
| Días de precipitaciones (≥ )                                                   | 27                                                                             | 26                                                                             | 25                                                                             | 20                                                                             | 15                                                                             | 16                                                                             | 15                                                                             | 12                                                                             | 14                                                                             | 22                                                                             | 22                                                                             | 26                                                                             | 240                                                                            |
| Humedad relativa (%)                                                           | 86                                                                             | 88                                                                             | 88                                                                             | 87                                                                             | 89                                                                             | 90                                                                             | 86                                                                             | 82                                                                             | 84                                                                             | 86                                                                             | 88                                                                             | 87                                                                             | 86.8                                                                           |
| Fuente: Climate-data.org(http://es.climate-data.org/location/765102/)          |                                                                                |                                                                                |                                                                                |                                                                                |                                                                                |                                                                                |                                                                                |                                                                                |                                                                                |                                                                                |                                                                                |                                                                                |                                                                                |